# Cliff Carlisle

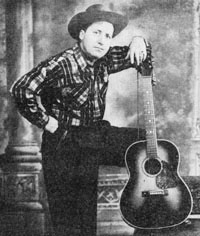
Cliff Carlisle in den 1930er Jahren

Clifford Raymond „Cliff“ Carlisle (* 6. Mai 1904 in Spencer County, Kentucky; † 2. April 1983 in Lexington, Kentucky) war ein US-amerikanischer Old-Time- und Country-Musiker, der als Pionier des Blue Yodeling gilt, einer abgewandelten Form des alpenländischen Jodelns. Zudem war er einer der ersten Künstler, die in der Country-Musik die Steelguitar einsetzten. Carlisle hat mehr als 300 Schallplatten aufgenommen.

## Leben

### Kindheit und Jugend
Cliff Carlisle wurde 1904 nahe Mount Eden in Taylorsville im Spencer County in Kentucky in einer kleinen Hütte geboren. Er war das dritte von acht Kindern. Seine Eltern besaßen eine kleine Tabak-Farm, wo er schon in frühester Jugend bei der Feldarbeit mithalf. Als Kind kaufte er sich eine Gitarre von Sears and Roebuck für 4,95 Dollar, die er bald beherrschte. Sein Vater Van Luther Carlisle, der Musiklehrer in der Sonntagsschule war, brachte ihm Singen und Gitarrespielen bei.
Beeinflusst wurde er neben der Country-Musik und dem Blues von den frühen Aufnahmen Frank Fereras, einem Star der hawaiischen Musik. Um dem Klang von Fereras Steel Guitar so nahe wie möglich zu kommen, legte er unter die Saiten seiner Gitarre eine kleine Metallscheibe, die den sehnsuchtsvollen Ton imitieren sollte. Als Jugendlicher nahm Carlisle an Talentwettbewerben teil und spielte in Bars; im Alter von 16 Jahren trat er regelmäßig gemeinsam mit seiner Cousine Lilian Truax auf. Das Duo brach jedoch bald nach Truax’ Heirat auseinander.

### Anfänge
1924 lernte Carlisle den Bauarbeiter Wilbur Ball kennen, der ebenfalls Gitarre spielte und sang. Die beiden Musiker stiegen in den B.F. Keith Vaudeville Circuit ein, reisten fortan mit Vaudevilles und Zelt-Shows durchs Land und traten als das erste Blue Yodeling Duo auf. Ein Foto zeigt Carlisle und Ball im Hawaii-Anzug und mit Blumenkranz um den Hals. Carlisle selbst sagte später dazu, dass er und Ball entweder im Western-Outfit oder im Hawaii-Anzug auftraten, je nachdem, wie das Publikum es wünschte. Jedoch spielten sie vorwiegend in den Südstaaten, wo Hawaiian-Musik nicht sonderlich beliebt war. 1930 traten Carlisle und Ball erstmals bei WHAS in Louisville auf, was ihre Popularität positiv beeinflusste, da dieser Radiosender eine größere Reichweite als lokale Rundfunkstationen hatte.
Noch im selben Jahr spielte Carlisle seine ersten Schallplatten für Champion Records und Gennett Records ein, die im Stil des damaligen Stars Jimmie Rodgers gehalten waren. Ein Jahr später spielten sie dann mit dem Singing Brakeman, wie Rodgers genannt wurde, zusammen. Rodgers hatte ihn und Ball im Radio gehört und Carlisle das Angebot gemacht, mit ihm einige Titel einzuspielen. Carlisle begleitete Rodgers auf der Steel Guitar, er ist unter anderem bei den Titeln Waiting for a Train und California Blues (Blue Yodel No.4) zu hören. Seinen ersten Hit hatte Carlisle 1931 mit dem Shanghai Rooster Yodel.

### Karriere

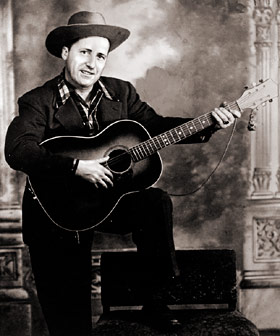
Cliff Carlisle um 1934

Als Carlisle Ende 1931 zur American Record Corporation (ARC) wechselte, gelang ihm der Durchbruch. Da ARC eine Dachgesellschaft verschiedener Labels war, wurden seine Platten von Conqueror Records, Gennett Records und Oriole Records veröffentlicht. Neben regelmäßigen Radioauftritten in Charlotte, North Carolina, auf WBT und Cincinnati, Ohio, auf WLW folgten einige Auftritte in der Grand Ole Opry, der populärsten Radioshow der USA. Zur selben Zeit war er schon Mitglied des National Barn Dance geworden. 1934 ersetzte sein Bruder Bill Carlisle den zuvor ausgestiegenen Wilbur Ball an der Rhythmusgitarre. Mit ihm hatte er auf dem Sender WLAP in Louisville, Kentucky, eine eigene Barn Dance Show, den Carlisle Family Barn Dance.
Nachdem Carlisle 1936 nach längerer Krankheit seine Karriere wiederaufnahm, gelangen ihm in der folgenden Zeit mit Titeln wie Get Her by the Tail on a Down Hill Grade (1936), The Nasty Swing (1936), A Wild Cat Woman and a Tom Cat Man (1937) und You’ll Miss Me When I’m Gone (1938) weitere Hits. You’ll Miss Me When I’m Gone wurde später auch von Elvis Presley unter dem Titel Just Because aufgenommen. Carlisles Titel wurden außerdem von Regal-Zonophone Records und Panachord Records in Großbritannien, Kanada und Australien veröffentlicht, unter anderem der Mouse’s Ear Blues und Sal’s Got a Meatskin, allerdings häufig unter dem Pseudonym Fred Kirby & Bob Phillips. Während in Australien lediglich elf Platten auf den Markt kamen, konnte Carlisle in England mit Erscheinungen auf den Labels Regal, Zonophone und Panachord auf eine starke Präsenz zurückblicken. Regal und Zonophone vermarkteten Carlisle als „The New Regal Yodeller“ in Anlehnung an Jimmie Rodgers, den „alten Regal Yodeller“.
Carlisles Texte behandelten oft countrytypische Themen wie das Leben der Wanderarbeiter und Eisenbahner sowie die Liebe, aber es finden sich auch politische und gesellschaftskritische Texte in seinem Repertoire, wie zum Beispiel Pay Day Fight und Shanghai Rooster Yodel. Seine stark am Blues orientierten Stücke veröffentlichte er oft unter anderen Namen wie Amos Greene und Bob Clifford, da Blues immer noch als die musikalische Ausdrucksform der Afroamerikaner galt und man als etablierter weißer Amerikaner im rassistischen Klima des Südens ernsthafte Probleme bekommen konnte, wenn man sich zu offensichtlich der Stilmerkmale dieses Genres bediente. Seit 1936 hatte Carlisle begonnen, mit seinem Sohn Tommy Carlisle, genannt Sonny Boy Tommy, aufzutreten und Schallplatten aufzunehmen, was zu Konflikten mit den Kinderarbeitsgesetzen der USA führte. Jedoch spielte er mit ihm bis zum Zweiten Weltkrieg Platten ein, als Tommy zur Armee eingezogen wurde.
Mit Sonny Boy Tommys Eintreten in Carlisles Shows hatte sich sein Repertoire von den bluesigen Stücken entfernt und bewegte sich nun in Richtung von Cowboy-Songs und Gospel. Mit Valley of Peace hatte Carlisle einen Hit und 1939 folgte mit Unclouded Day ein weiterer Gospel-Erfolg.
Seinen letzten Solo-Hit hatte Carlisle 1939 mit Footprints in the Snow, der später ein beliebter Bluegrass-Titel wurde. Anfang der 1940er Jahre verlor Carlisle immer mehr an Popularität; im Radio war Carlisle jedoch weiterhin aktiv. Auf dem Sender WMPS in Memphis, Tennessee war er regelmäßig zu hören und auch auf WWNC in Asheville, North Carolina, war er zusammen mit seinen Ramblin Cowboys vertreten. Anders sah es mit seinen Platten aus, denn seine Soloaufnahmen hatte er bereits 1939 eingestellt. Lediglich Duette mit seinem Bruder Bill kamen noch in die Charts. Einige ihrer Titel sind leicht am Hillbilly Boogie orientiert, einer frühen Form des Rockabilly. Das Publikum hatte das Interesse am Blue Yodeling und an traditioneller Country-Musik verloren, Honky-Tonk und Western Swing dominierten die Country-Szene. Jedoch war er noch regelmäßig beim Radiosender WMPS in Memphis zu hören, war in der Opry noch ein gern gesehener Gast und war Mitglied des Tennessee Barn Dance. Mit Rainbow at Midnight, das Platz fünf der Billboard-Charts erreichte, hatte er zusammen mit seinem Bruder seinen letzten Hit. Trotzdem schrieb er für seinen Bruder Bill und dessen Gruppe The Carlisles weiterhin Titel, unter anderem zwei ihrer bekanntesten, No Help Wanted und Too Old to Cut the Mustard. 1951 war Carlisle für kurze Zeit selbst Mitglied dieser Gruppe.
Anfang der 1950er Jahre wurde Carlisle dann völlig vom aufkommenden Rock ’n’ Roll verdrängt; gesundheitliche Beschwerden veranlassten ihn schließlich, der Musikszene den Rücken zu kehren. Er zog nach Lexington, wo er den Rest seines Lebens verbringen sollte. 1955 begann er, wie sein Vater als Musiklehrer zu unterrichten. In seiner Freizeit malte er Ölgemälde oder verbrachte seine Zeit mit seiner Familie, zu der auch bereits Enkelkinder gehörten. Erst ein Jahrzehnt später wurde Carlisle durch die junge Folk-Bewegung wiederentdeckt, nachdem die Rooftop Singers seinen Hit Tom Cat Blues gecovert hatten. Neben öffentlichen Auftritten nahm er mit Wilbur Ball für das Rem Label wieder einige Platten auf. Danach setzte er sich endgültig zur Ruhe.
Cliff Carlisle starb am 2. April 1983 im Alter von 78 Jahren an einem Herzinfarkt in Lexington, Kentucky.

## Musikalisches Werk
Mit mehr als 300 veröffentlichten Platten in Nordamerika, Australien und Europa sowie mit mehr als 600 geschriebenen Songs gilt Cliff Carlisle als einer der erfolgreichsten Country-Musiker der 1930er Jahre. Sein Repertoire umfasste Blues, Gospel, Cowboy-Musik, Hawaiian-Musik und Hillbilly. Auch wenn er im Stil Jimmie Rodgers’ spielte, so entwickelte er doch eine eigenständige musikalische Aussage.
Sein Jodeln unterschied sich teilweise stark von Rodgers’ und auch die Instrumentierung wies Unterschiede auf. Während Rodgers sich meist nur selbst auf der Gitarre begleitete oder bei einigen Stücken von Steel Guitar, Klarinette oder Oboe unterstützt wurde, verwendete Carlisle oft auch Fiddle, Mundharmonika, Mandoline oder Kontrabass. Dadurch, dass er die Steel Guitar bzw. Dobro in die Country-Musik einführte, hatte er großen Einfluss auf den späteren Honky Tonk. Mit Titeln wie My Lovin’ Kathleen, Goodbye Old Pal oder Footprints in the Snow nahm er auch erste Bluegrass-Titel auf.
Seine Texte, die oft auch sexuell orientiert waren, schrieb Carlisle meist selbst. Trotzdem nahm er traditionelle Balladen und alte Stücke des „Singing Brakemans“ Jimmie Rodgers auf und schrieb sie um, so entstand aus dem Brakeman’s Blues das Stück The Brakeman’s Reply und aus Rodgers’ Waiting For a Train wurde Waiting For a Ride. Mit dem Lied My Rockin’ Mama lieferte er als einer der ersten wenigen Country-Musiker eine lyrische Vorlage für den Rockabilly. Lediglich Riley Puckett oder Jimmie Rodgers nutzten Ausdrücke wie „rock my blues away“, welche in der damaligen Hillbilly-Musik äußerst selten waren und erst später gängiger wurden. In der Aufnahme Goin’ Down The Road Feelin’ Bad von 1933 verwendete Carlisle als einer der ersten Country- bzw. Hillbilly-Musiker einen Kontrabass mit Slaptechnik, später ebenfalls typisch für den Rockabilly. Durch diese Neuerung wies er den Weg für viele spätere Rockabilly-Musiker und den Hillbilly Boogie, dem er in seiner späten Karriere mit Bruder Bill ebenfalls angehörte. Einige von Carlisles Stücken wurden später auch von Rockabilly-Sängern aufgenommen, unter anderem Goin’ Down the Road Feelin’ Bad von Roy Hall und Black Jack David von Warren Smith.

## Carlisles Gitarre
In den 1930er Jahren gab es zwei Firmen, die Resonatorgitarren (Gitarren mit Metall-Resonatoren hinter den Saiten) herstellten, um die Lautstärke zu verstärken – Dobro und National. Während Dobro lediglich einen Resonator verwendete, nutzte National gleich drei Resonatoren. Carlisle benutzte für die meisten seiner Aufnahmen eine Sonderanfertigung des National-Konzerns, die er laut eigener Aussage auf E-A-E-A-C'-E stimmte, um so gleichzeitig Bassstimme und Melodie spielen zu können. Diese Gitarre blieb bis zu seinem Tode in Carlisles Besitz.

## Diskographie

### Singles

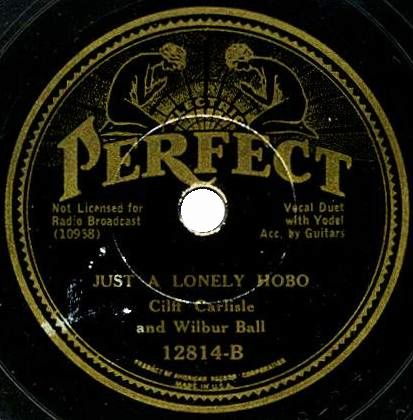
Just a Lonely Hobo, 1931
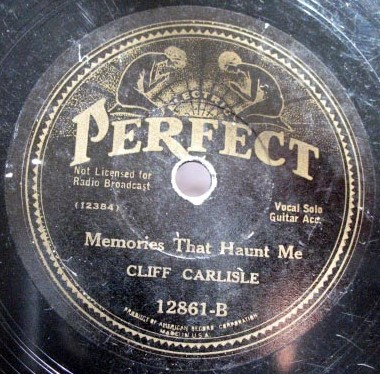
Memories That Haunt Me, 1932
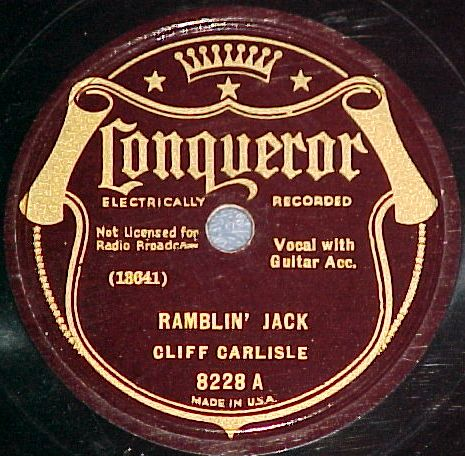
Ramblin' Jack, 1933
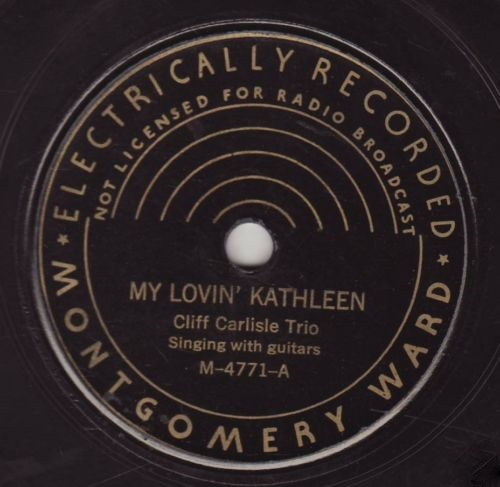
My Lovin' Kathleen, 1936

| Jahr                            | Titel                                                                         | #       | Anmerkungen                                 |
| ------------------------------- | ----------------------------------------------------------------------------- | ------- | ------------------------------------------- |
| Gennett Records                 |                                                                               |         |                                             |
| 1930                            | My Carolina Sunshine Girl / Down In Jail On My Knees                          |         |                                             |
| 1930                            | Desert Blues / Blue Yodel No.6                                                |         | mit Bill Carlisle                           |
| 1930 (?)                        | I’m Lonely and Blues / I’m On My Way To Lonesome Valley                       |         |                                             |
| Champion Records                |                                                                               |         |                                             |
| 1930                            | Just A Lonely Hobo / Virginia Blues                                           | 16028   |                                             |
| 1930                            | Crazy Blues / Hobo Blues                                                      | 16145   | B-Seite mit Bill Carlisle                   |
| 1930                            | No Daddy Blues / Brakeman’s Blues                                             |         |                                             |
| 1931                            | Box Car Blues / The Brakeman’s Reply                                          |         | unter dem Pseudonym J. Boone                |
| 1931                            | High Steppin’ Mama / Alone and Lonesome                                       |         |                                             |
| 1931                            | Hobo Jack’s Last Ride / The Written Letter                                    |         | mit Bill Carlisle als The Carlisle Brothers |
| 1931                            | Nobody Wants Me / The Plea Of A Mother                                        |         | mit Bill Carlisle als The Carlisle Brothers |
| 1931                            | Come Back Sweetheart / Memories That Aunt Me                                  |         | mit Bill Carlisle als The Carlisle Brothers |
| 1931                            | She’s Waiting For Me / The Cowboy’s Song                                      |         | mit Bill Carlisle als The Carlisle Brothers |
| 1931                            | The Fatal Run / Memories That Make Me Cry                                     |         | mit Bill Carlisle als The Carlisle Brothers |
| Banner Records                  |                                                                               |         |                                             |
| 1931                            | Shanghai Rooster Yodel / Going Back To Alabama                                |         |                                             |
| 1931                            | Lonely Valley / My Rocky Mountain Sweetheart                                  |         |                                             |
| 1931                            | Guitar Blues / I Want A Good Woman                                            |         |                                             |
| 1931                            | Memories That Make Me Cry / Childhood Dreams                                  |         |                                             |
| 1931                            | The Written Letter / I Don’t Mind                                             |         |                                             |
| 1931                            | Just A Lonely Hobo / Sunny South By The Sea                                   |         |                                             |
| 1931                            | My Two Time Mama / Columbus Stockade Bluesⓘ                                   |         |                                             |
| 1931                            | Birmingham Jail #2 / Desert Blues                                             |         |                                             |
| Conqueror Records               |                                                                               |         |                                             |
| 1931                            | Shanghai Rooster Yodel / Going Back To Alabama                                | 7937    |                                             |
| 1931                            | Memories That Make Me Cry / Dear Old Daddy                                    | 7968    |                                             |
| 1931                            | Alone and Lonesome / Where Southern Roses Climb                               |         |                                             |
| 1931                            | Box Car Yodel / Modern Mama                                                   | 7970    |                                             |
| 1931                            | Birmingham Jail No.2 / Just A Lonely Hobo                                     | 7971    |                                             |
| 1931                            | The Written Letter / I Don’t Mind                                             |         |                                             |
| 1931                            | My Rocky Mountain Sweetheart / Lonely Valley                                  | 7993    |                                             |
| 1931                            | Guitar Blues / I Want A Good Woman                                            | 7994    |                                             |
| 1932                            | Memories That Aunt Me / Seven Years With The Wrong Woman                      | 8069    |                                             |
| 1932 (?)                        | Childhood Dreams / Memories That Make Me Cry                                  |         |                                             |
| 1932                            | The Brakeman’s Reply / Hobo Jack’s Last Ride                                  | 8097    |                                             |
| 1932                            | Roll On Blue Moon / When It’s Roundup Time In Texas                           | 8098    |                                             |
| 1933                            | The Rustler’s Fate / The Little Dobbie Shack                                  | 8199    | mit Bill Carlisle als The Carlisle Brothers |
| 1933                            | Goin’ Down The Road Feelin’ Bad / Dang My Rowdy Soul                          | 8200    |                                             |
| 1933                            | Don’t Marry The Wrong Woman / The Vacant Cabin Door                           | 8201    |                                             |
| 1933                            | Rambling Jack / Wreck Of Freight #52                                          | 8228    |                                             |
| 1933                            | Blue Eyes / On The Banks Of The Rio Grande                                    | 8229    |                                             |
| 1933                            | I’m A Hobo / Gambling Dan                                                     |         |                                             |
| 1933                            | That Ramshackle Shack On The Hill / End Of Memory Lane                        |         | mit Bill Carlisle als The Carlisle Brothers |
| 1933                            | Looking For Tomorrow / Where Romance Calls                                    |         |                                             |
| 1933                            | Louisiana Blues / Fussin’ Mama                                                |         | A-Seite mit Bill Carlisle                   |
| 1933                            | I’m Traveling Live Along / Sunshine and Daisies                               |         |                                             |
| 1934                            | Hen Pecked Man / Chicken Roost Blues                                          | 8393    |                                             |
| Montgomery Ward                 |                                                                               |         |                                             |
| 1936                            | Rambling Yodeler / Cowboy Johnnie’s Last Ride                                 |         |                                             |
| 1936                            | A Wild Cat Woman and A Tom Cat Man / Look Out, I’m Shifting Gears             |         |                                             |
| 1936                            | A Stretch Of 28 Years / My Lovin’ Cathleen                                    |         |                                             |
| 1936                            | Handsome Blues / In A Box Car Around The World                                |         | B-Seite mit Bill Carlisle                   |
| 1936 (?)                        | When The Cactus Is In Bloom / My Lonely Boyhood Days                          |         | B-Seite unter dem Pseudonym Lallaby Larkers |
| 1936                            | You’ll Miss Me When I’m Gone / When The Evening Sun Goes Down                 |         |                                             |
| 1936                            | My Old Saddle Horse Is Missing / That Old Utah Trail                          |         | unter dem Pseudonym Fred Kirby & Don White  |
| 1936                            | When It’s Roundup Time In Heaven / Roll On, Roll On                           |         | unter Pseudonym Fred Kirby & Bob Phillips   |
| 1936                            | Flower Of The Valley / A Little White Rose                                    |         | mit Sonny Boy Tommy (Tommy Carlisle)        |
| 1936                            | I’m Saving Saturday Night For You / Waiting For A Ride                        |         |                                             |
| 1936                            | It Takes An Old Hen To Deliver The Goods / When I Feel Froggie I’m Gonna Hop  |         |                                             |
| 1936                            | The Nasty Swing / It Ain’t No Fault Of Mine                                   |         |                                             |
| 1937                            | Ridin’ That Lonesome Trail / They Say It’s The End Of The Trail               |         |                                             |
| 1937                            | There’s A Lamp In The Window Tonight / New Memories Of You That Haunt Me      |         |                                             |
| 1937                            | Sweet As The Roses Of Spring / Just A Little Bit Of Loving From You           |         |                                             |
| 1937                            | Rocky Road / Pay Day Fight                                                    |         |                                             |
| 1937                            | Cowboy’s Dying Dream / Pan American Dream                                     |         |                                             |
| 1937                            | Waiting For A Ride / Your Saddle Is Empty Tonight                             |         |                                             |
| 1937                            | When My Memory Lies / Lonely                                                  |         |                                             |
| 1937                            | Rooster Blues / Trouble Minden Blues                                          |         |                                             |
| 1937                            | Blue Dreams / Hobo’s Fate                                                     |         |                                             |
| Bluebird Records                |                                                                               |         |                                             |
| 1936                            | Look Out, I’m Shifting Gears / Get Her By The Tail On A Down Hill Grade       |         |                                             |
| 1936                            | A Wild Cat Woman and A Tom Cat Man / Rambling Yodeler                         |         |                                             |
| 1936                            | A Stretch of 28 Years / My Lovin' Cathleen                                    |         |                                             |
| 1936                            | Cowboy Johnnie’s Last Ride / In A Box Car Around The World                    |         | B-Seite mit Bill Carlisle                   |
| 1936                            | You’ll Miss Me When I’m Gone / When The Evening Sun Goes Down                 |         |                                             |
| 1936                            | It Takes An Old Hen To Deliver The Goods / When I Feel Froggie, I’m Gonna Hop |         |                                             |
| 1937                            | Pan American Man / ?                                                          |         |                                             |
| 1937                            | Riding The Blinds / New Memories Of You That Aunt Me                          |         |                                             |
| 1937                            | Your Saddle Is Empty Tonight / Cowboy’s Dying Dream                           | B-7790  |                                             |
| 1938                            | Why Did The Blue Sky Turn Gray / The Shack By The Side Of The Road            |         |                                             |
| Decca Records mit Bill Carlisle |                                                                               |         |                                             |
| 1938                            | Over By The Chrystal Sea / The Great Judgement Day                            |         |                                             |
| 1938                            | Are You Going To Leave Me / The Girl I Left So Blues                          |         |                                             |
| 1938                            | Wreck Of The Happy Valley / Weary Traveller                                   |         |                                             |
| 1938                            | Moonlight Blues / Big At The Little Bottom A                                  |         | Cliff Carlisle als Solokünstler             |
| 1938                            | Two Eyes In The Tennessee / Lonely Little Orphan Girl                         |         | mit Sonny Boy Tommy                         |
| 1938                            | Trouble On My Mind / Nevada Johnnie                                           |         |                                             |
| 1938                            | No Drunkard Can Enter / I’m On My Way To The Promised Land                    |         |                                             |
| 1938                            | When The Angels Carry Me Home / Home Of The Soul                              | 55607   | mit Sonny Boy Tommy                         |
| 1938                            | No Letter In The Mail Today / Drifting                                        |         |                                             |
| 1938                            | I’m Just A Rambling Man / Blue Dreams                                         |         | Cliff Carlisle als Solokünstler             |
| 1938                            | My Old Home Place / Flower Of My Dream                                        |         |                                             |
| 1938                            | Where Are The Pals Of Long Ago / When We Meet Again                           |         | Cliff Carlisle als Solokünstler             |
| 1938                            | I’m Heading For Some Home, Sweet Home / If Jesus Should Come                  |         |                                             |
| 1938                            | Wabash Cannonball / Sparkling Blue Eyes                                       |         | als Carlisle’s Kentucky Boys                |
| 1939                            | Unclouded Sky / Far Beyond The Starry Sky                                     |         |                                             |
| 1939                            | Mouse Been Messin’ Around / Ditty Wah Ditty                                   |         | Cliff Carlisle als Solokünstler             |
| 1939                            | Footprints In The Snowⓘ / My Little Sadie                                     |         |                                             |
| 1939                            | Roll On Old Troubles / I Dreamed I Searched Heaven                            |         |                                             |
| 1939                            | Black Jack Davidⓘ / Makes No Differences What Live Will Bring                 | 46105   | B-Seite als Carlisle Buckle Busters         |
| 1939                            | Sally Let Your Bangs Hang / Little Pal                                        |         |                                             |
| RCA Records                     |                                                                               |         |                                             |
| 1947 (?)                        | A Mean Mama Don’t Worry Me / Why Did It Have To Be Me?                        | 20-2100 |                                             |
| 1947 ?                          | Devil’s Train / Scars Upon My Head                                            | 20-2248 |                                             |
| 1947 (?)                        | Death By The Roadside / You Just Wait and See                                 | 20-2351 |                                             |
| 1948 (?)                        | I Didn’t Have Time / You Couldn’t Be True If You Tried                        | 20-2532 |                                             |
| 194?                            | You Can’t Erase A Memory / All The World Is Lonely                            | 20-2649 |                                             |

### Alben
- 1963: A Country Kind Of Songs and Hymns
- 1964: Maple On The Hill
- 1965: Cliff Carlisle
- 1965: Carlisle Family Album – Old Time Great Hymns (The Carlisle Family)
- 1965: Cliff Carlisle Vol. 1+2

### Aufnahme-Daten
| Richmond, IN; 25. Februar 1930 Cliff Carlisle (Gesang/Steel Guitar), Wilbur Ball (Gitarre), Horace A. Booker (unbekannt) - T For Texas; Gennett, Supertone - Yodeling Them Blues Away; Supertone - The Street Of That City; abgelehnt (private Aufnahme) - Down In Jail On My Knees; Gennett - Memphis Yodel; Gennett Richmond, IN; 9. April 1930 Cliff Carlisle (Gesang/Steel Guitar), Wilbur Ball (Gitarre) - Blue Yodel No.6; Gennett - Desert Blues; Gennett - Just A Lonely Hobo; Gennett - Virginia Blues; Gennett Richmond, IN; 21. Juli 1930 Cliff Carlisle (Gesang/Steel Guitar), Wilbur Ball (Gitarre) - On My Way To Lonesome Valley; Gennett - I'm Lonely and Blues; Gennett - Never No' Mo' Blues; Supertone - Hobo Bill's Last Ride; unveröffentlicht - Trainwhistle Blues; unveröffentlicht - Texas Blues; unveröffentlicht Richmond, IN; 22. September 1930 Cliff Carlisle (Gesang/Steel Guitar), Wilbur Ball (Gitarre) - That's Why I'm Blue; unveröffentlicht - Hobo Blues; Champion - Crazy Blues; Champion - Brakeman's Blues; Champion - My Dear Old Happy Valley Home; unveröffentlicht Richmond, IN; 24. November 1930 Cliff Carlisle (Gesang/Steel Guitar), Wilbur Ball (Gitarre) - Box Car Blues; unveröffentlicht - The Brakeman's Reply; unveröffentlicht - No Daddy Blues; Champion - The Written Letter; unveröffentlicht Richmond, IN; 13. bis 18. Februar 1931 Cliff Carlisle (Gesang/Steel Guitar), Wilbur Ball (Gitarre) 13. Februar - Hobo Jack's Las Ride; Champion - The Brakeman's Reply; Champion - Box Car Blues; Champion - The Written Letter; Champion 14. Februar - Alone and Lonesome; Champion - High Steppin' Mama; Champion - When You Wore A Tulip; Champion - Stars & Guitars In Sunny Mexico; unveröffentlicht 17. Februar - Birmingham Jail; Champion - Shine On Harvest Moon; Champion - Rambler's Blues; unveröffentlicht - True and Trembling Brakeman; Champion 18. Februar - The Plea Of A Mother; Champion - The Fatal Run; unveröffentlicht - Down By The Old Millstream; unveröffentlicht - In The Hills Of Old Kentucky; Superior Richmond, IN; 8. September 1931 Cliff Carlisle (Gesang/Steel Guitar), Wilbur Ball (Gitarre), unbekannt (Mandoline) - Columbus Stockade Blues; Champion - When The Cactus Is In Bloom; Champion - unbenannt; unveröffentlicht - She's Waiting For Me; Champion - The Cowboy Song; Champion - Choldhood Dreams; Champion - The Fatal Run; Champion - Memories That Make Me Cry; Champion - Nobody Wants Me; Champion New York City, NY; 22. bis 27. Oktober 1931 Cliff Carlisle (Gesang/Steel Guitar), Wilbur Ball (Gitarre/Gesang) 22. Oktober - Columbus Stockade Blues; Banner - Shanghai Rooster Yodel; Banner - Modern Mama; Conqueror - The Widow's Son; unveröffentlicht - Memories That Make Me Cry; Banner 23. Oktober - Dear Old Daddy; Conqueror - Desert Blues; Banner - Red Wing; unveröffentlicht - Childhood Dreams; Banner - Where The Southern Roses Climb; Conqueror - I Don't Mind; Banner - Cowboy Song; ??? - Lonely Valley; Banner 26. Oktober - Box Car Yodel; Banner - Sunny South By The Sea; Banner - Birmingham Jail No.2; Banner - Alone and Lonesome; Banner - My Rocky Mountain Sweetheart; Banner - Guitar Blues; Banner - Going Back To Alabama; Banner - The Written Letter; Banner - When The Moon Comes Over The Mountain; unveröffentlicht - My Two Time Woman; Banner 27. Oktober - The Fatal Run; unveröffentlicht - Just A Lonely Hobo; Banner - I Want A Good Woman; Banner | Richmond, IN; 8. bis 9. Dezember 1931 Cliff Carlisle (Gesang/Steel Guitar), Wilbur Ball (Gitarre/Gesang [?]) 8. Dezember - Memories That Aunt Me; Champion - Mississippi Blues; unveröffentlicht - Left All Alone; unveröffentlicht - The White Rose; Champion - My Lonely Boyhood Days; Champion 9. Dezember - Come Back Sweetheart; Champion - The Chicken Roost Blues; Champion New York City, NY; 22. bis 30. September 1932 Cliff Carlisle (Gesang/Steel Guitar), Fred Kirby (Banjo) [?] 22. September - Innocent Prisoner; unveröffentlicht - My Dear Old Daddy; unveröffentlicht - Sweet Cider Time; Conqueror - Little White Rose; unveröffentlicht - My Lonely Boyhood Days; unveröffentlicht 23. Septembery - When It's Roundup Time In Texas; Banner - Roll On Blue Moon; Conqueror 26. September - Come Back Sweetheart; unveröffentlicht - Tom Cat Blues; Vocalion - Shanghai Rooster Yodel No.2; Banner 27. September - Hobo Jack's Last Ride; Vocalion, Conqueror - The Brakeman's Reply; Conqueror - Lonesome For Caroline; Banner - Memories That Haunt Me; Banner - Lonely Garveyard; unveröffentlicht 28. September - Innocent Prisoner; unveröffentlicht - Little White Rose; unveröffentlicht - My Lonely Boyhood Days; Conqueror - Hobo Blues; Banner - Ash Can Blues; Vocalion - She Was A Pip; Vocalion 29. September - My Little Pal; Conqueror - Louisiana Blues; unveröffentlicht - Seven Years With The Wrong Woman; Banner 30. September - In The Land Of The Sky; unveröffentlicht New York City, NY; 24. bis 31. Juli 1933 Cliff Carlisle (Gesang/Steel Guitar), Bill Carlisle (Gitarre), unbekannt (Kontrabass), Bob Miller (unbekannt), unbekannt (Gitarre) 24. Juli - Dream A Little Dream Of Me; Banner - I Married The Wronh Woman; unveröffentlicht - Where Romance Calls; Banner, Conqueror 25. Juli - On The Banks Of The Rio Grande; Banner - Mouse's Ear Blues; Vocalion (Panachord für Übersee) 26. Juli - Wreck Of No.52; Banner - Gamblin' Dan; Banner, Conqueror - I'm Glad I'm A Hobo; Banner, Conqueror - Ramblin' Jack; Banner, Conqueror - Roll On Blue Moon; unveröffentlicht - Ringtail Tom; Vocalion (Panachord für Übersee) - Fussin' Mama; Banner, Conqueror - Longing For You; Banner 28. Juli - Blue Eyes; Banner, Conqueror - Dang My Rowdy Soul; Banner, Conqueror - There's A Cabin In The Pines; unveröffentlicht - The Vacant Cabin Door; Banner, Conqueror - Goin' Down The Road Feelin' Bad; Banner (Panachord für Übersee) 31. Juli - Don't Marry The Wrong Woman (Version 1); Banner, Conqueror - Don't Marry The Wrong Woman (Version 2); unveröffentlicht - Don't Marry The Wrong Woman (Version 3); unveröffentlicht - Traveling Man Blues; unveröffentlicht - Sunshine and Daisies; Banner, Conqueror |